# Салій Олександр Олександрович
Салій Олександр Олександрович (5 липня 1930, Кагарлик – 3 квітня 2021, Київ) – філолог, журналіст, краєзнавець; дослідник історії, пам’яток краю. Голова ініціативної групи з відродження Кагарлицького парку-пам'ятки садово-паркової архітектури, член обласної ради УТОПІК. Автор численних публікацій з краєзнавства.

## Життєпис
Олександр Олександрович Салій народився 05 липня 1930 року в м.Кагарлик Кагарлицького району Київської області (нині  – Кагарлицька міська територіальна громада Обухівського району Київської області)  – філолог, журналіст, краєзнавець.
З дитинства  дуже любив слухати цікаві оповіді старожилів. Цікавився мовою, літературою, історією.  Усе це повною мірою відображено у його творах.
Закінчив Кагарлицьку середню  школу, у якій навчався добре. Вступив до Київського національного університету імені Тараса Шевченка на філологічний факультет. Під час навчання брав участь у художній самодіяльності. Відзначався чудовою грою як для початківця, досконало вивчаючи образи  героїв, яких грав на сцені.
Закінчивши університет(1955), пішов працювати вчителем української мови та літератури у Львівську область. Відчув, що це його покликання. Учні зацікавлено слухали його розповіді про письменників, діячів літератури та мистецтва. Герої казок та романів оживали, коли Олександр Олександрович розповідав про літературний твір. Любили також юні таланти збиратися в літературні та хореографічні студії, які організовував молодий, талановитий  вчитель.
Спілкувався із прославленими майстрами сцени.
Після вчителювання на Львівщині повернувся в Кагарлик. Працював у Слобідській сільській школі вчителем української  мови та літератури. Робота з пошуку юних талантів не припинялася. Після трьох років учителювання в Слободі, Олександра Олександровича запросили на роботу у райком партії інструктором. Саме в цей період проявляється ще один талант   —  захоплення журналістською роботою.  Активно співпрацює з редакціями районної газети й радіомовлення, що згодом й привело його на навчання у Вищу партійну школу. Звичайно ж, на журналістський відділ.
Після закінчення навчання у ВПШ у житті Олександра Салія починається новий період — журналістський. Цей період був насиченим і неспокійним. Журналістський шлях  починав з 70-років ХХ ст. Працював у Київській обласній редакції радіомовлення старшим редактором, секретарем редакції, у Київській обласній державній адміністрації, де очолював прес-службу, у обласній газеті “Київська правда”, де трудився завідуючим сільськогосподарським  відділом.
22 квітня 1999 р. в рамках обласного місячника охорони історичних пам’яток, який проходив з 18 квітня по 18 травня, в Кагарлику відбулася акція "Марш парків-99". Приверталась увага органів державної влади до відродження пам’ятки садово-паркового мистецтва кінця ХІІІ – першої половини ХІХ ст. – Кагарлицького парку. В акції брали участь: Булаєвська Наталія Іванівна  – заступник голови ради обласної організації українського товариства охорони пам’яток історії та культури,  Салій Олександр Олександрович – краєзнавець,  Бойченко Микола Іванович – голова міста та інші. Вони посадили в парку магнолію, китайський лимонник, на о. Саджалка – три молоді липи.
Олександр Олександрович був цікавим співбесідником. З ним і його дружиною Наталією Іванівною Булаєвською можна було годинами говорити про історію рідного краю, пам’ятки історії та культури Київської області.
Помер 3 квітня 2021 року на 91-му році життя. Похований в Кагарлику.

## Відзнаки
За багаторічну краєзнавчу роботу і вагомий внесок у благородну справу виховання підростаючого покоління Олександр Салій був нагороджений відзнакою Кагарлицької міської ради «За заслуги перед містом»

## Творчість
- «Жар-птиця Кагарлицького парку» (1993).

Перша книга автора, яка стала подією не лише в житті Кагарлика, але й всієї України. Адже про парк, як пам'ятку садово-паркової архітектури ХІХ ст. заговорили далеко за межами Кагарлицького району. Із сторінок книги любителі краєзнавства дізналися, що в Кагарлику були такі визначні постаті як Гоголь Микола Васильович та Капніст Василь Васильович. В книзі  описана  природа Кагарлицького парку. Автор розповідає читачам історію створення парку-перлини.
- «Дмитро Трощинський — козак знатний» (2000).

Величезна дослідницька робота щодо вивчення біографії визначного  державного і громадського діяча при дворі російської імперії, мецената, засновника пам’ятки садово-паркової культури  ХІХ ст. –  Кагарлицького парку, який ніколи не забував про своє коріння, рідну Україну, постійно турбуючись про її  долю –  Дмитра Прокоповича Трощинського.
- «Зустрічі на землі Кагарлицькій» (2006).

Книга – продовження документальних досліджень історичного шляху Кагарличчини від палеоліту до сучасності. Має наукову, історичну, документальну цінність, написана на основі фактів, розповідей кагарличан, публікацій в друкованих виданнях.
- «Микола Гоголь: з Одеси – до Кагарлика»(2021).

Побудована в стилі подорожніх записів, переплітається з історичними екскурсами, інтелектуальними діалогами сучасників Гоголя. У ній віддзеркалюється взаємопов’язаність історичної долі як Одеси, Кагарлика і всієї України, так і всього людства. Захоплює широта і глибина думки автора, який контекст провінційного містечка виводить у планетарний масштаб, адже людське суспільство в його історичному вимірі ґрунтується на подіях, що відбувалися і в мегаполісах, і невеличких населених пунктах.
- «Богуслав. Історія і сучасність» (2010).

Книга, написана на основі вивчених історичних, документних матеріалів від найдавніших часів утворення  економічного зростання, наукового та культурного розвитку Богуславщини.

## Видання
1.	Салій О. Богуслав. Історія і сучасність / О. Салій. – Київ : Ярославів Вал, 2010. – 319 с.
2.    Салій О. Дмитро Трощинський – козак знатний : історична повість / О. Салій. – Київ : Українське товариство охорони пам’яток історії та культури, 2000. – 252 с.
3.    Салій О. Жар - птиця Кагарлицького парку : художньо-історичні оповіді. – Київ : Будівельник, 1993. – 104 с. : іл.
4.    Салій О. Зустрічі на землі Кагарлицькій / О. Салій. – Київ : Центр пам’яткознавства НАН України і Українського товариства охорони пам’яток історії та культури, 2006. – 552 с.
5.    Салій О. Микола Гоголь: з Одеси до Кагарлика. Матеріали про життєвий і творчий шлях Миколи Гоголя. Проза / О. Салій. – Біла Церква : Білоцерківська книжкова фабрика, 2021. – 397 с.